# Liste von Persönlichkeiten der Stadt Metz
Die Liste von Persönlichkeiten der Stadt Metz enthält Söhne und Töchter der Stadt Metz, außerdem auch bedeutende Persönlichkeiten, die in Metz gewirkt haben.

## Söhne und Töchter der Stadt

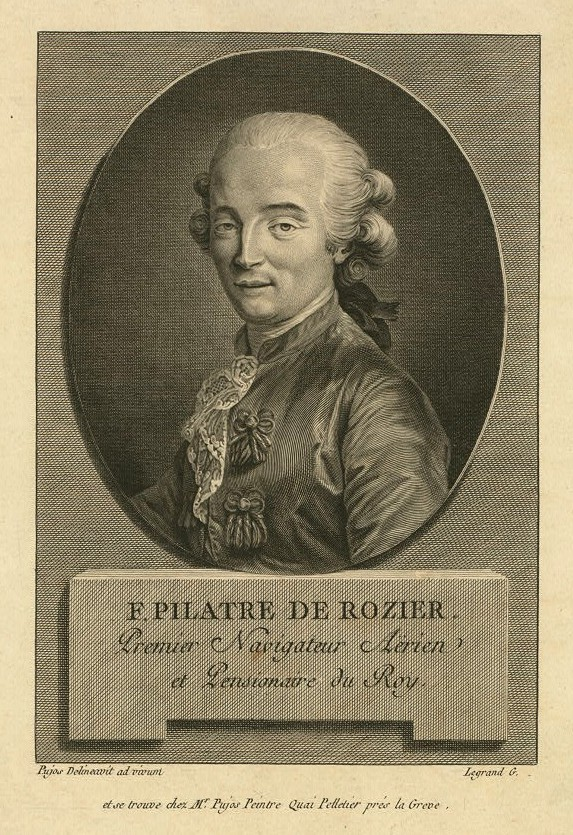
Jean-François Pilâtre de Rozier (1757–1785), französischer Physiker und einer der ersten Luftfahrtpioniere
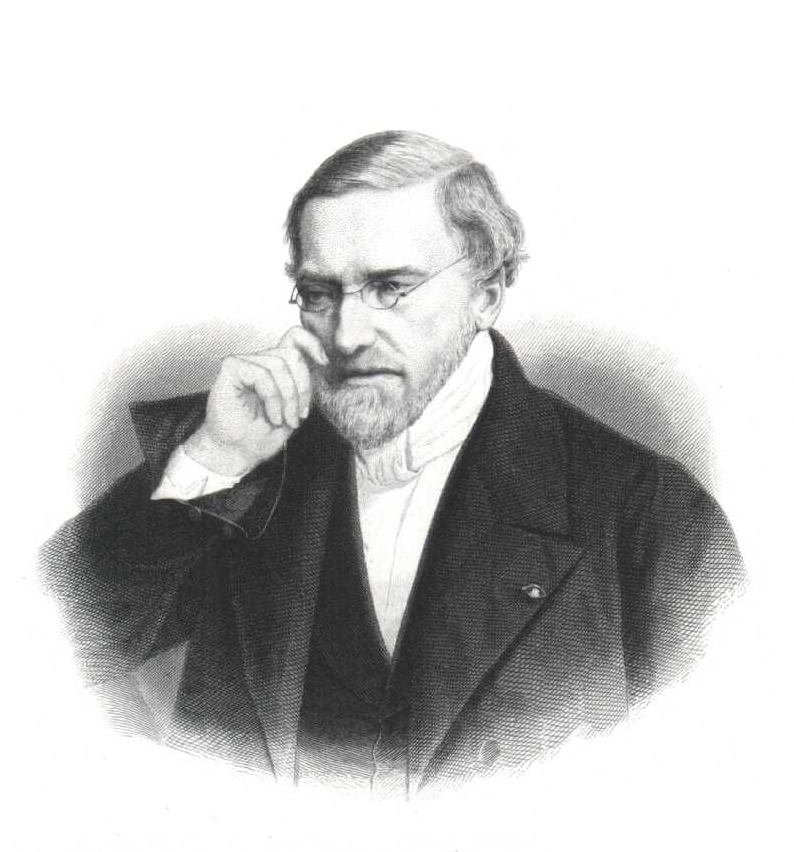
Jean-Victor Poncelet (1788–1867), französischer Mathematiker, Ingenieur und Physiker
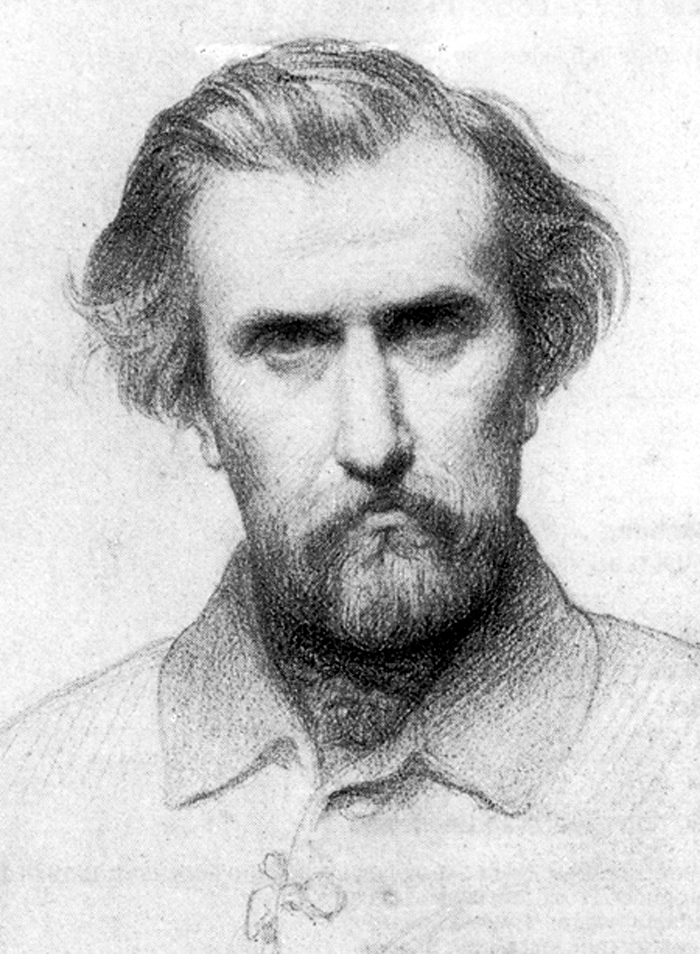
Ambroise Thomas (1811–1896), französischer Komponist
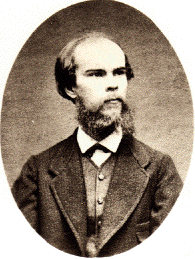
Paul Verlaine (1844–1896), französischer Dichter

### Bis 1800
- Livarius (französisch: Livier), christlicher Märtyrer zur Zeit des Hunnensturms, einer der Stadtpatrone von Metz
- Claudius Cantiuncula (um 1495–1549), Rechtsgelehrter
- Jean-Baptiste Saint-Jure (1588–1657), jesuitischer Priester und Schriftsteller
- Monsu Desiderio (1593–1640), Maler, eigentlich Français de Nome und Didier Barra
- Abraham de Fabert (1599–1660/62), Heerführer und Militäringenieur, Marschall von Frankreich
- Louis Charles de Nogaret de Foix (1627–1658), Comte, dann Duc de Candale, Marquis, dann Duc de La Valette, Colonel général de l’Infanterie Française, Gouverneur und Lieutenant-général der Auvergne
- Friedrich von Nassau-Weilburg (1640–1675), Graf von Nassau-Weilburg
- Abraham César Lamoureux (ca. 1640–1692), in Skandinavien wirksamer Bildhauer
- Pierre Poiret (1646–1719), französischer Mystiker und christlicher Philosoph
- Charles Ancillon (1659–1715), französischer Jurist und Diplomat
- Jacques Pierrard de Coraille (um 1670 – 1723/25), französischer Bildhauer
- Pierre Carita (1676–1756), französischer Mediziner in Berlin
- Charles de Fieux de Mouhy (1701–1784), Schriftsteller
- Paul-Gédéon Joly de Maïzeroy (1719–1780), französischer Offizier
- Jean Baptiste Leprince (1734–1781), französischer Maler
- Adam-Philippe de Custine (1740–1793), französischer General
- François de Barbé-Marbois (1745–1837), französischer Staatsmann
- Nicolas Joseph Schreiber (1752–1833), französischer General
- Pierre-Louis Roederer (1754–1835), französischer Staatsmann und Publizist
- Jean Baptiste Noël Bouchotte (1754–1840), französischer Offizier
- Jean-François Pilâtre de Rozier (1754–1785), französischer Physiker und einer der ersten Luftfahrtpioniere
- Samuel Nathanaël Seligman Wittersheim (1760–1831), Heereslieferant in Saverne
- Simon de Faultrier (1763–1832), französischer General
- Louis Charles Folliot de Crenneville (1763–1840), österreichischer General
- Charles Victor Woirgard (1764–1810), französischer General
- Basile Guy Marie Victor Baltus de Pouilly (1766–1845), französischer General
- Jacques François Joseph Swebach-Desfontaines (1769–1823), französischer Maler und Lithograph
- Antoine Richepanse (1770–1802), französischer General
- François-Etienne Kellermann (1770–1835), französischer Kavalleriegeneral
- Grandville (1772–1836), französischer Schauspieler
- Jean-Baptiste-Pierre Semellé (1773–1839), französischer General
- François Antoine Charles Lallemand (1774–1839), französischer General
- Antoine Charles Louis de Lasalle (1775–1809), französischer General
- François Joseph Henrion (1776–1849), französischer Offizier
- Henry Dominique Lallemand (1777–1823), französischer General
- Henri-Joseph Paixhans (1783–1854), französischer Offizier
- Jean-Victor Poncelet (1788–1867), französischer Mathematiker, Ingenieur und Physiker
- Claude François Lallemand (1790–1853), französischer Chirurg
- Ferdinand von Parseval (1791–1854), bayerischer Generalmajor, Großvater des Luftschiffers August von Parseval
- Amable Tastu (1795–1885), Schriftstellerin
- Auguste Stourm (1797–1865), Generaldirektor der französischen Post
- Maximilien Simon (1797–1861), französischer Komponist und Staatsbediensteter

### 1801–1900
- Charles-Laurent Maréchal (1801–1887), Zeichner, Pastellist und Glasmaler
- Antoine Chautan de Vercly (1804–1891), französischer General
- Ambroise Thomas (1811–1896), französischer Komponist
- Gabriel Auguste Daubrée (1814–1896), Geologe
- Joseph Bettannier (1817–1882), Zeichner und Lithograf
- Louis-Théodore Devilly (1818–1886), Maler
- Élie Haguenthal (1822–1881), Unternehmer, Herausgeber, Lithograf, Typograf und Zeichner
- Jean Baptiste Henry Putz (1824–1903), französischer General
- Caroline Carré de Malberg (1829–1891), Mitgründerin der Töchter des hl. Franz von Sales
- Alfred Terquem (1831–1887), Experimentalphysiker
- Eugène Gonzalve Malardot (1832–1871), französischer Maler, Radierer und Fotograf
- Émile Léonard Mathieu (1835–1890), französischer Mathematiker
- Charles Victor Jaclard (1840–1903), Journalist und Revolutionär
- Paul Verlaine (1844–1896), französischer Dichter
- Jean Baptiste Jules Dalstein (1845–1923), französischer General
- Arthur Joseph Poline (1852–1934), französischer General
- Emmanuel Hannaux (1855–1934), französischer Bildhauer und Medailleur
- Louis Ernest de Maud’huy (1857–1921), französischer General
- Hans von Winterfeld (1857–1914), preußischer General, Gouverneur der Festung Metz
- Otto Brucks (1858–1914), Theaterdirektor in Metz
- Gustave Kahn (1859–1936), französischer Schriftsteller
- Gabriel Henri Putz (1859–1925), französischer General
- Alfred Pérot (1863–1925), französischer Physiker
- Gabriel Pierné (1863–1937), französischer Komponist
- Auguste Stéphane (1863–1947), französischer Radsportler
- Émile Kraeutler (* 1866; † unbekannt), deutsch-französischer Automobilrennfahrer
- Charles de Lardemelle (1867–1935), französischer General
- Paul Pierné (1874–1952), französischer Komponist
- Hanns Benda (1877–1951), deutscher Admiral
- Wilhelm Michel (1877–1942), deutscher Schriftsteller
- Antonie „Toni“ Pfülf (1877–1933), Sozialistin und Reichstagsabgeordnete (SPD) 1919–1933
- Willy Rohr (1877–1930), preußischer Offizier
- Arthur Kobus (1879–1945), deutscher General
- Frieda von Richthofen (1879–1956), deutsche Schriftstellerin und Übersetzerin
- Waldemar von Riedel (1879–1945), Offizier, Mitarbeiter des Reichspräsidenten Paul von Hindenburg
- Otto Flake (1880–1963), deutscher Schriftsteller
- Karl Süpfle (1880–1942), deutscher Hygieniker
- Sigmund von Imhoff (1881–1967), Generalmajor der Luftwaffe im Zweiten Weltkrieg
- Luise von Winterfeld (1882–1967), Archivarin
- Wilhelm Baur de Betaz (1883–1964), deutscher General
- Joachim Degener (1883–1953), deutscher General
- Rudolf John Gorsleben (1883–1930), deutscher Schriftsteller
- Alfred Heurich (1883–1967), Erfinder des Faltbootes
- Rolf Mayer-Schalburg (1883–1976), deutscher Landwirt und Verbandsfunktionär
- Günther Rüdel (1883–1950), deutscher General
- Otto Karl Stollberg (1883–1948), deutscher Verleger
- Walter Behrendt (1884–1945), deutscher Architekt, Stadtplaner und Autor
- Ilse Heller-Lazard (1884–1934), deutsch-schweizerische Malerin
- Hermann Wendel (1884–1936), deutscher Schriftsteller
- Hermann Schaefer (1885–1962), deutscher General
- Georg Wolf von Zobel (1885–1977), deutscher Verwaltungsjurist und Amtshauptmann
- Johann Lorenz Fluegel (1886–1915), deutscher Hotelier – zum Storchen
- Heinrich Hemmer (1886–1942), deutscher Beamter, Staatssekretär in der Reichskanzlei
- Bodo Zimmermann (1886–1963), deutscher General
- Walther Kittel (1887–1971), deutscher Generalstabsarzt
- Ernst Terres (1887–1958), deutscher Chemiker
- Maria Joseph Weber (1887–1949), deutscher Spiritanerpater
- Gustav Klingelhöfer (1888–1961), deutscher Politiker (SPD)
- Karl Kriebel (1888–1961), deutscher General
- Hans von Salmuth (1888–1962), deutscher General
- Peter Bell (1889–1939), deutscher Politiker (NSDAP)
- Fritz von Twardowski (1890–1970), deutscher Diplomat
- Gabriel Welter (1890–1954), deutscher Klassischer Archäologe
- Klaus Graf von Baudissin (1891–1961), deutscher Kunsthistoriker
- Arthur von Briesen (1891–1981), deutscher General
- Emil Heinrich Diehl (1891–1933), deutscher Mediziner und Politiker (NSDAP)
- Eugen Müller (1891–1951), deutscher General
- Ludwig Bieringer (1892–1975), deutscher General
- Ernst Schreder (1892–1941), deutscher General
- Karl Spiewok (1892–1951), deutscher Politiker (NSDAP)
- Eduard Krüger (1893–1963), deutscher Reitsportler
- Arnold Schmitz (1893–1980), Musikwissenschaftler, Pianist und Komponist
- Joseph Weisgerber (1893–unbekannt), deutscher Jurist
- Theodor Berkelmann (1894–1943), deutscher General
- Hans-Edgar Endres (1894–unbekannt), deutscher Bobfahrer
- Edgar Feuchtinger (1894–1960), deutscher General
- Kurt Haseloff (1894–1978), deutscher General
- Hans-Albrecht Lehmann (1894–1976), deutscher General
- Raymond Schwartz (1894–1973), Schriftsteller
- Theo Shall (1894–1955), deutscher Schauspieler
- Hans Otto Glahn (1895–1979), deutscher Politiker (SPD)
- Hans Leistikow (1895–1967), deutscher General
- Rudolf Schmundt (1896–1944), deutscher General
- Julius von Bernuth (1897–1942), deutscher General
- Wilhelm Falley (1897–1944), deutscher General
- Tiana Lemnitz (1897–1994), deutsche Sopranistin
- Johannes Hintz (1898–1944), deutscher General
- Ernst Moritz Mungenast (1898–1964), deutscher Schriftsteller und Journalist
- Wilhelm Schellenberg (1898–1978), deutscher Kommunalpolitiker und Bürgermeister von Weil am Rhein
- Franz Siebe (1898–1970), Politiker (CDU), Mitglied des Niedersächsischen Landtages
- Max Braubach (1899–1975), deutscher Historiker
- Herbert Gundelach (1899–1971), deutscher General
- Joachim-Friedrich Lang (1899–1945), deutscher General
- Heinz Reitbauer (1899–1960), deutscher Bankdirektor und Politiker
- Leo Weisgerber (1899–1985), deutscher Sprachwissenschaftler
- Anny Wienbruch (1899–1976), deutsche Schriftstellerin
- Cora Eppstein, eigentlich Varena Eppstein (1900–1939), Sängerin und Antifaschistin
- Carl Ludwig Schmitz (1900–1967), deutsch-amerikanischer Bildhauer

### 1901–1950
- Gustave Abel (1901–1988), österreichischer Höhlenforscher
- Maxim Kuraner (1901–1978), deutscher Politiker (SPD)
- Maurice Bayen (1902–1974), Physiker und Hochschulpolitiker
- Heinrich Troßbach (1903–1947), deutscher Leichtathlet
- Michael Evenari (1904–1989, geboren als Walter Schwarz), israelischer Botaniker
- Max Walter (1905–1987), deutscher Gewichtheber
- Heinz Harmel (1906–2000), deutscher General
- Helmuth Bode (1907–1985), deutscher Offizier
- Jean Burger (1907–1945), französischer Widerstandskämpfer
- Polly Maria Höfler (1907–1952), deutsche Schriftstellerin
- Lotte Knabe (1907–1991), deutsche Archivarin und Historikerin
- Walter Sonntag (1907–1948), deutscher Zahnarzt, SS-Hauptsturmführer und zum Tode verurteilter KZ-Arzt
- Émile Veinante (1907–1983), französischer Fußballer
- Edgar Emmert (1908–1974), deutscher Landrat
- Gerhard Fischer (1908–1994), deutscher Politiker (NSDAP)
- Willy Huhn (1909–1970), deutscher rätekommunistischer Theoretiker
- Viktor Warnach (1909–1970), Benediktinerpater der Abtei Maria Laach und Philosoph
- Hans Robert Weihrauch (1909–1980), deutscher Kunsthistoriker
- Robert Folz (1910–1996), französischer Historiker
- Liselotte Machwirth (1910–1937), deutsche, nationalsozialistische Hochschulfunktionärin
- Johannes Mühlenkamp (1910–1986), deutscher Offizier
- Erich Schmidt (1910–2005), deutscher Kirchenmusiker
- Walter Ulbrich (1910–1991), deutscher Filmproduzent
- Heinrich Bensing (1911–1955), deutscher Tenor
- Peter-Erich Cremer (1911–1992), deutscher Marineoffizier
- Oskar Kurt Döbrich (1911–1970), deutscher Maler
- Otto Fuchs (1911–2000), deutscher Maler
- Joachim Pötter (1913–1992), deutscher Offizier
- Anni Steuer (1913 – nach 1995), deutsche Leichtathletin und Olympiamedaillengewinnerin
- Ludwig Weißmüller (1915–1943), deutscher Offizier
- Lieselotte Einsdorf (1916–2010), Malerin und Grafikerin
- Camille Hilaire (1916–2004), französische Malerin
- Helmut Sinn (1916–2018), deutscher Pilot
- Walter Bordellé (1918–1984), deutscher Offizier
- Hans Lautenschlager (1919–2007), deutscher Politiker (SPD)
- Marthe Cohn (1920–2025), Autorin und Spionin
- Simone Mayer (1920–2006), französische Ärztin und Hämatologin
- Jean Laurain (1921–2008), französischer Politiker
- Monique Berlioux (1923–2015), französische Schwimmerin
- Jean-Marie, bekannt als Arcabas (1926–2018), Maler der Christlichen Kunst
- André Schwarz-Bart (1928–2006), französischer Schriftsteller
- Philippe Contamine (1932–2022), französischer Mittelalterhistoriker
- Jean-Marie Straub (1933–2022), französischer Filmregisseur
- Louise Hay (1935–1989), französisch-amerikanische Mathematikerin und Hochschullehrerin
- Jacques Charrier (* 1936), französischer Schauspieler
- Bernard Magné (1938–2012), Romanist und Literaturwissenschaftler
- Monique Messine (1940–2003), Schauspielerin
- Frank-Lothar Hossfeld (1942–2015), deutscher römisch-katholischer Theologe und Hochschullehrer
- Dieter Lösgen (* 1942), deutscher Jiu-Jitsu-Lehrer
- Hans Pizka (* 1942), österreichischer Hornist
- Rainer Negrelli (* 1943), deutscher Künstler
- Hans Christian Rudolph (1943–2014), deutscher Schauspieler
- Joachim Schultz-Tornau (* 1943), deutscher Politiker (FDP)
- Volker Hassemer (* 1944), Senator in Berlin (CDU)
- Jean-Jacques Aillagon (* 1946), französischer Kulturfunktionär und Politiker
- Bernard-Marie Koltès (1948–1989), französischer Dramenautor
- Stanislas Lalanne (* 1948), französischer Bischof
- Régis Wargnier (* 1948), französischer Filmproduzent
- Gilles Pudlowski (* 1950), französischer Journalist, Schriftsteller und Gastronomiekritiker

### Ab 1951
- François Déroche (* 1952), Arabist, Islamforscher und Professor
- Olivier Français (* 1955), Schweizer Politiker
- Nathalie Griesbeck (* 1956), französische Politikerin
- Vincent Éblé (* 1957), französischer Politiker
- Thierry Lentz (* 1959), französischer Historiker
- Jean-Luc Thiébaut (* 1960), französischer Handballspieler
- Thierry Antinori (* 1961), französischer Manager
- Jean-Philippe Rohr (* 1961), französischer Fußballspieler
- Olivier Delaître (* 1967), französischer Tennisspieler
- Didier Lang (* 1970), französischer Fußballspieler
- Catherine Marsal (* 1971), französische Radrennfahrerin
- Cyril Serredszum (* 1971), französischer Fußballspieler
- Cyrille Pouget (* 1972), französischer Fußballspieler
- Raphaël Lenglet (* 1976), französischer Schauspieler und Filmregisseur
- Bouabdellah Tahri (* 1978), französischer Leichtathlet
- Julien François (* 1979), französischer Fußballspieler
- Julia Cagé (* 1984), französische Wirtschaftswissenschaftlerin
- Julien Humbert (* 1984), französischer Fußballspieler
- Hugo Becker (* 1986), französischer Schauspieler
- Nicolas Farina (* 1986), französischer Fußballspieler
- Emmanuel Françoise (* 1987), französischer Fußballspieler
- Cédric Anton (* 1988), französischer Fußballspieler
- Romain Métanire (* 1990), französischer Fußballspieler
- Ninon Guillon-Romarin (* 1995), französische Stabhochspringerin
- Laura Godard (* 1996), Handballspielerin
- Jeanne Lehair (* 1996), französische Triathletin
- Matthieu Udol (* 1996), französisch-guadeloupischer Fußballspieler
- Ugo Humbert (* 1998), französischer Tennisspieler
- Yanns (* 1998), französischer Rapper
- Emma Jacques (* 2001), Handballspielerin
- Jonas Albenas (* 2002), algerisch-französischer Fußballspieler
- Harold Mayot (* 2002), französischer Tennisspieler
- Joseph N’Duquidi (* 2004), französischer Fußballspieler
- Théo Papamalamis (* 2006), französischer Tennisspieler

## Mit der Stadt Metz verbundene Persönlichkeiten
- Odo von Metz, fränkischer Baumeister, der zur Zeit Karls des Großen lebte und in dessen Auftrag die Kapelle der Aachener Königspfalz errichtete
- Louis de Cormontaigne (1695–1752), Festungsbaumeister Ludwigs XV., Genie-Direktor von Metz und Feldmarschall
- Giacomo Casanova (1725–1798) besuchte 1762 Metz und hatte eine Affäre mit der 15-jährigen Schauspielerin Raton[1]
- Irma Schweitzer (1882–1967),  französische-schweizer Schriftstellerin und Friedensaktivistin
- Roger Joseph Foret, Bürgermeister von Metz (1911–1918)
- Josef Meinrad (1913–1996), deutsch-österreichischer Schauspieler von 1940 bis 1944 am Deutschen Theater Metz
- Raymond Mondon, Bürgermeister von Metz (1947–1970)
- Ludovic Obraniak (* 1984), französisch-polnischer Fußballspieler
- Adrienne Thomas (Pseudonym für Hertha Adrienne Strauch; 1897–1980), deutsche Schriftstellerin
- Victor Zvunka (* 1951), französisch-ungarischer Fußballspieler und -trainer